# Сендзішув-Малопольський (гміна)
Гміна Сендзішув-Малопольський (пол. Gmina Sędziszów Małopolski) — місько-сільська гміна у східній Польщі. Належить до Ропчицько-Сендзішовського повіту Підкарпатського воєводства.
Станом на 31 грудня 2011 у гміні проживало 23250 осіб.

## Територія
Згідно з даними за 2007 рік площа гміни становила 154.29 км², у тому числі:
- орні землі: 64.00%
- ліси: 26.00%

Таким чином, площа гміни становить 28.11% площі повіту.

## Населення
Станом на 31 грудня 2011:
| Опис     | Загалом | Загалом | Чоловіки | Чоловіки | Жінки | Жінки |
| -------- | ------- | ------- | -------- | -------- | ----- | ----- |
| одиниця  | осіб    | %       | осіб     | %        | осіб  | %     |
| все      | 23250   | 100     | 11333    | 48.74    | 11917 | 51.26 |
| міське   | 7434    | 100     | 3577     | 48.12    | 3857  | 51.88 |
| сільське | 15816   | 100     | 7756     | 49.04    | 8060  | 50.96 |

## Сусідні гміни
Гміна Сендзішув-Малопольський межує з такими гмінами: Вельополе-Скшинське, Івежице, Кольбушова, Нівіська, Острув, Ропчице, Свільча.